# Dees De Bruyne
Dees De Bruyne (officieel Désiré De Bruyne) (Sint-Amandsberg, 12 oktober 1940 - Gent, 24 april 1998) was een controversieel Belgisch kunstschilder, tekenaar en graficus.

## Biografie

### Opleiding
Dees De Bruyne groeide op in een volkse omgeving in Gent. Hij was de tweede van zes kinderen. Hij had van jongs af aan een temperamentvol, moeilijk en rebels karakter. Na zijn humaniora aan het Atheneum van Gent studeerde hij van 1958 tot 1961 voor bouwkundig tekenaar, richting architectuur. Hij had gedurende een jaar studies architectuur gevolgd, maar slaagde niet in zijn eerste jaar. Rond 1962 was hij intensief begonnen te schilderen en  tekenen. Daarom schakelde hij in 1963 over naar de richting schilderkunst "Stilleven" aan de Academie van Gent waar hij al na enkele maanden mee stopte.

### Beginjaren
In zijn beginjaren tekende hij vooral portretten en zelfportretten in houtskool en krijt, dikwijls naar model. Hij trad in 1962, in de periode van zijn studies architectuur, in het huwelijk en in 1963 werd zijn eerste dochter geboren. In 1964 en 1966 werd hij opnieuw vader, telkens van een dochter. Hij woonde op verschillende adressen in Gent en omgeving en gedurende een jaar in Godveerdegem en kampte voortdurend met geldgebrek. In 1965 kreeg hij zijn eerste bescheiden solotentoonstellingen.

### Provo
Eind jaren '60 werd De Bruyne aangetrokken door de Nederlandse Provobeweging, die vertakkingen had in Gent en Antwerpen, en door de seksuele revolutie van de jaren '60-'70. Hij begon rond 1966 provocerende erotische werken te maken, dikwijls met een pornografisch karakter. Door zijn provocatieve tentoonstellingen en vernissages in Gent kreeg hij mediabekendheid. Zijn werken werden opgemerkt door de kunstwereld en hij stond van 1965 tot in de jaren ’70 in de belangstelling van kunsthandelaars, galerieën en organisatoren van tentoonstellingen. Omgekeerd gaf zijn rauwe en provocerende uiting van maatschappijkritiek aanleiding tot hevige afkeuring bij gezagsdragers en het toenmalige establishment. Hij had het persoonlijk zeer moeilijk met het feit dat zijn figuratieve kunst geen plaats kreeg in wat hij het "modernisme" noemde. 
Van 1967 tot 1975 woonde hij met zijn gezin in Zomergem, waar hij idyllische taferelen van zijn gezin schilderde, fel in contrast met zijn provocerende werken uit dezelfde periode. Rond 1974 leerde hij Octavia De Buysscher kennen met wie hij een passionele relatie begon en die zijn muze zou worden.

### Nederland
Vanaf 1975 veranderde De Bruyne in een bohemien. Hij wilde weg uit Vlaanderen waar zijn kunst niet serieus genomen werd. Hij leidde een turbulent leven, steeds onrustig en zoekend, gekenmerkt door verslaving, driften en verlies van de controle over zijn leven.  Na een succesrijke tentoonstelling in Amsterdam bleef hij lange tijd in Amsterdam vertoeven, aanvankelijk met het doel er met Octavia De Buysscher definitief te gaan wonen. In 1976 volgde een maandenlange reis door Marokko met Octavia De Buysscher, waar hij verschillende werken maakt. Daarna ging hij in Axel en Middelburg wonen. Zijn Zeeuwse werken werden in 1977 tentoongesteld in de Galerie Contrast 1 in Gent.

### Provence en Wingene
In de jaren 1977 tot 1979 vestigde hij zich met Octavia in de Provence. Hij keerde in 1979 terug naar België en ging in Wingene wonen, waar hij in 1981 trouwde met Octavia De Buysscher. Zijn langdurige afwezigheid in België en zijn verdwijning uit de kunstscène hadden er echter voor gezorgd dat hij in België als kunstenaar in de vergetelheid was geraakt. De Bruyne werd bovendien voortdurend geplaagd door financiële moeilijkheden en werd opgejaagd door deurwaarders. In België organiseerde hij enkele tentoonstellingen die weinig succes kenden, zoals in 1980 in het kasteel van Wingene, in 1982 in een baancafé in Aarsele en in 1983 in een kunstgalerij in Boekhoute, waar een deurwaarder beslag legde op zijn werken.In 1982 verbleef hij  meerdere maanden in New York, onder meer in het Chelsea Hotel waar hij portretten van Charles Bukowski maakte. Daarna verhuisde hij naar meerdere adressen in Gent en Zottegem. 

### Italië
Begin 1984 kreeg hij een contract bij de Gentse Galerie Violet die zijn belangen ging vertegenwoordigen terwijl De Bruyne met Octavia gedurende verschillende jaren aan het Comomeer wonen in achtereenvolgend Dervio en Bellano ging wonen. Van daaruit maakte hij reizen naar de Italiaanse kunststeden. Hij maakte verschillende werken met titels die verwezen naar plaatsen waar hij in het verleden was geweest, zowel in Italië, New York als elders. In 1985 kreeg hij met zijn Italiaanse werken een succesrijke solotentoonstelling in het Museum Dhondt-Dhaenens in Deurle. De Vlaamse Gemeenschap kocht een aantal van zijn werken. In 1986 kreeg hij een tentoonstelling in de Galerie De Zwarte Panter van Adriaan Raemdonck die een belangrijke rol speelde in de promotie van zijn werk. In 1987 kwam het tot een breuk met de Galerie Violet waardoor De Bruyne terug in een chaotische situatie terecht kwam. Met de steun van vrienden en een zakenman konden zijn werken regelmatig getoond worden. In 1990 kreeg hij van de Vlaamse Gemeenschap een studiebeurs voor een verblijf van een maand in Parijs. Hij besloot daar te blijven wonen.

### Psychiatrisch Centrum Dr. Guislain
In 1991 ging De Bruyne gedurende 5 maanden met zijn vriendin Octavia De Buysscher op een zolder van het Psychiatrisch Centrum Dr. Guislain wonen, waar zijn broer als docent van de psychiatrische school werkte, in het kader van een kunstproject van het Museum Dr. Guislain. Hij leefde er tussen de patiënten en was diep onder de indruk. Hij maakte er getormenteerde portretten, soms grimmig, soms gelaten, maar vol dynamiek en betrokkenheid, van zich zelf en de patiënten die het voorwerp uitmaakten van de tentoonstelling "Waanzin?".

### Andalusië
In 1992 kwam het tot een tijdelijke breuk met Octavia, die naar Gent terugkeerde en er een café opende. De Bruyne ging met zijn nieuwe vriendin in Malaga wonen. Hij werd er onder andere geïnspireerd door de Andalusische dansen. Eind 1995 toonde hij zijn werken uit Malaga in Galerie Waterfront in Gent, tegelijk met een hommage aan zijn overleden vader met werken in houtskool. In januari 1996 werd VRT televisieprogramma Ziggurat aan hem gewijd. Het was zijn laatste publieke optreden.

### Overlijden
Eind 1996 keerde hij totaal berooid terug naar Gent, hij verzoende zich met Octavia en ging boven haar café wonen. Hij had een zwaar drankprobleem. Eind 1997 werd de diagnose van lymfeklierkanker vastgesteld. Hij overleed op 24 april 1998 in Gent op 57 jarige leeftijd.

## Oeuvre
Dees De Bruyne was op artistiek vlak een einzelgänger. Hij volgde consequent zijn eigen figuratieve narratieve stijl neigend naar het expressionisme, die omschreven kan worden als “vitalistisch realisme”. Zijn werk wordt gekenmerkt door een groot technisch vernuft en met diepe emoties als basis en gestuurd door neurotische en erotische driften.
Essentieel voor het werk van De Bruyne is de centrale positie van de mens. Hij maakte nooit een tekening of schilderij zonder menselijke figuur. Hij had een voorkeur voor mensen aan de zelfkant van de maatschappij zoals prostituees, pooiers, vermoeide militairen, drugverslaafden, aidspatiënten en voor sadomasochistische liefdesorgieën, dikwijls beïnvloed door de actualiteit zoals de aidsproblematiek,  de oorlog in Vietnam, rassendiscriminatie, ongelijkheid en kindermisbruik. Autobiografische taferelen komen dikwijls voor.
Zijn werken lijken momentopnames van bewegende taferelen waarin de personages worden op heterdaad betrapt worden. Dit wordt versterkt door de ruimtelijke 3D-suggestie, waarin zijn opleiding in de architectuur naar boven komt. De Bruyne schilderde complexe composities van uit een ongewone gezichtshoek en imiteerde soms de beeldvervorming van een groothoeklens. Deze techniek gaf aanleiding tot een gevoel van betrokkenheid bij het tafereel door de toeschouwer en is een van de belangrijkste kenmerken van zijn werk.
De Bruyne koos resoluut voor de “leesbaarheid” van zijn werk. De kijker moest onmiddellijk zien waar het over ging. Zijn werken bevatten steeds  steeds een onderlaag van de Eros/Thanatos-driften: levensdrift en seksuele drift tegenover de de doodsdrift en afgeleiden hiervan zoals vitale kracht tegenover decadentie, verovering tegenover nederlaag, toenadering tegenover agressie en tederheid tegenover geweld.
De werken van De Bruyne zijn gemaakt op basis van gemengde techniek, waar hij volop mee experimenteerde, soms uit financiële noodzaak. Tekenen en schilderen lopen door elkaar. Hij wordt zowel een  “tekenende schilder” als een “schilderende tekenaar" genoemd. Hij werkte vooral met houtskool, pastel, krijt en acryl, uitzonderlijk ook met olie- en gouacheverf. Zijn schilderijen zijn schetsmatig opgebouwd met kenmerkende vluchtige omtreklijnen waarvan de vlakken achteraf ingekleurd werden. Ze zijn nooit helemaal afgewerkt, maar geven een illusie van voltooid te zijn ten gevolge van de dynamiek die ze bevatten.
Zijn kleurengebruik is wisselend, soms gebruikte hij subtiele complementaire kleuren, in andere gevallen uitbundige contrasterende kleuren, afhankelijk van het gebruikte materiaal, van zijn gevoel en van de tijdsperiode. Hij gebruikte soms wit krijt om bepaalde elementen te accentueren.
Van een beperkt aantal van zijn werken werden litho's, zeefdrukken of posters gemaakt.

### De kindervrienden
Een van de meest controversiële schilderijen van Dees De Bruyne is het werk De kindervrienden, waarmee hij de actuele wereldproblematiek rond oorlog, machtsmisbruik en corruptie aanklaagde. Het werk uit 1972 is geïnspireerd op actuele gebeurtenissen rond kindermisbruik in brede zin zoals de aanklacht van kindermisbruik in het dossier Vrij en Vrolijk in België dat zonder gevolg bleef, de foto van het door napalm verbrande Vietnamese meisje Phan Thi Kim Phuc en de problematiek rond de kernwapens. Het bevat een tafereel een feesttafel met geofferde kinderen waarop realistisch getekende bekende personages en gezagsdragers voorkomen zoals de paus, de Amerikaanse president Nixon, de Amerikaanse kardinaal Spellman, de toenmalige Belgische minister van justitie Vranckx  en de toenmalige directrice van Vrij en Vrolijk Maria Wens, met gehelmde militairen op de achtergrond. Het schilderij werd in 1972 tentoongesteld in het Museum Leon De Smet in Deurle en in 1974 in de  galerie Contrast Punt 1 in Gent. Deze laatste tentoonstelling werd met sluiting bedreigd en was net daarom zeer succesvol. Het schilderij werd aan een particulier verkocht en was sindsdien spoorloos. Naar aanleiding van een retrospectieve tentoonstelling rond het werk van Dees De Bruyne in het "Kunstplatform Zebrastraat" in 2024 begon curator Walter Ertvelt een zoektocht naar het verdwenen schilderij. Het schilderij bleek nog steeds in particulier bezit te zijn. De eigenaars gaven het werk in het voorjaar 2025 in bruikleen aan het museum Mudel in Deinze waar het gedurende drie jaar tentoongesteld wordt.

## Tentoonstellingen[1]
- 1965    't Schuttershof,  Deurle
- 1965    Galerij '65, Brussel
- 1965    El Parador, Tielt
- 1966    Centrum Driekoningen, Schellebelle
- 1966    Galerij Oranje, Gent
- 1966    Het Molenhuis, Bachte-Maria-Leerne
- 1966    Galerij Kunstkamer, Antwerpen
- 1966    Galerij Deurlica, Deurle
- 1966    Galerij Trefpunt, Gent
- 1967    Galerie Richard Foncke, Gent
- 1967    Studio '65, Brussel
- 1968    Galerij Contrast Punt 1, Gent
- 1971    Museum Leon De Smet, Deurle
- 1972    Museum Leon De Smet, Deurle
- 1973    Galerij Pal Arte, Gent
- 1973    The South Flanders Gallery, Terneuzen
- 1974    Galerie Contrast Punt1, Gent
- 1974    Galerij Spektrum, Antwerpen
- 1975    Anthon C. Veldkamp & Jaap Metz Art, Amsterdam
- 1977    Galerij Contrast Punt 1, Gent
- 1980    Kasteel Wingene
- 1982    Galerij Arjan Sali, Aarsele
- 1983    Kunstgalerij 29, Boekhoute
- 1983    Linea '83, Floraliënpaleis, Gent
- 1984    B.B.L. Kortrijk
- 1985    Museum Dhondt-Dhaenens, Deurle
- 1986    De Zwarte Panter, Antwerpen
- 1986    Cultureel Centrum, Kortrijk
- 1987    De Brakke Grond, Amsterdam
- 1987    Kunstforum Schelderode
- 1987    Lineart '87, Flanders Expo, Gent
- 1987    Art Gallery Cnuvan, Knokke
- 1988    Nederloo, Vlezenbeek
- 1988    Troica Design Room, Amsterdam
- 1988    Casino Knokke
- 1988    Kunstenfestival Watou
- 1988    Casino Kursaal, Oostende
- 1988    De Zwarte Panter, Antwerpen
- 1988    Lineart '88, Flanders Expo, Gent
- 1989    Galerie 't Zand, De Panne
- 1989    Lineart '89, Flanders Expo, Gent
- 1990    Kunstforum Schelderode
- 1990    Kunstenfestival Watou
- 1991    School voor Psychiatrische Verpleegkunde Guislain, Gent
- 1991    Gemeenschapsonderwijs, Berlare
- 1991    V.Z.W. De Statie, Gentbrugge
- 1992    Cultuurcentrum Begijnhoflaan, Gent
- 1992    Gallery V.U.B., Brussel
- 1993    Halletoren, Brugge
- 1994    Galerij Dira, Dentergem
- 1994    Casino Kursaal, Oostende
- 1995    Galerie Waterfront, Gent
- 1996    Centrum Polenplein, Ruislede
- 1997    Volkshuis, Gent

- Gemeinsame Normdatei: 1121131433
- International Standard Name Identifier: 0000 0003 9328 0779
- Library of Congress Control Number: no2017045041
- Nederlandse Thesaurus van Auteursnamen: 070355703
- RKD-Nederlands Instituut voor Kunstgeschiedenis: 20440
- Virtual International Authority File: 287516336
- WorldCat: E39PBJfh8DPPygtCpyQCKTD8YP